# 南伊豆町
南伊豆町（日语：／ Minamiizu chō */?）為位于静岡縣伊豆半島最南端的町。

## 圖片

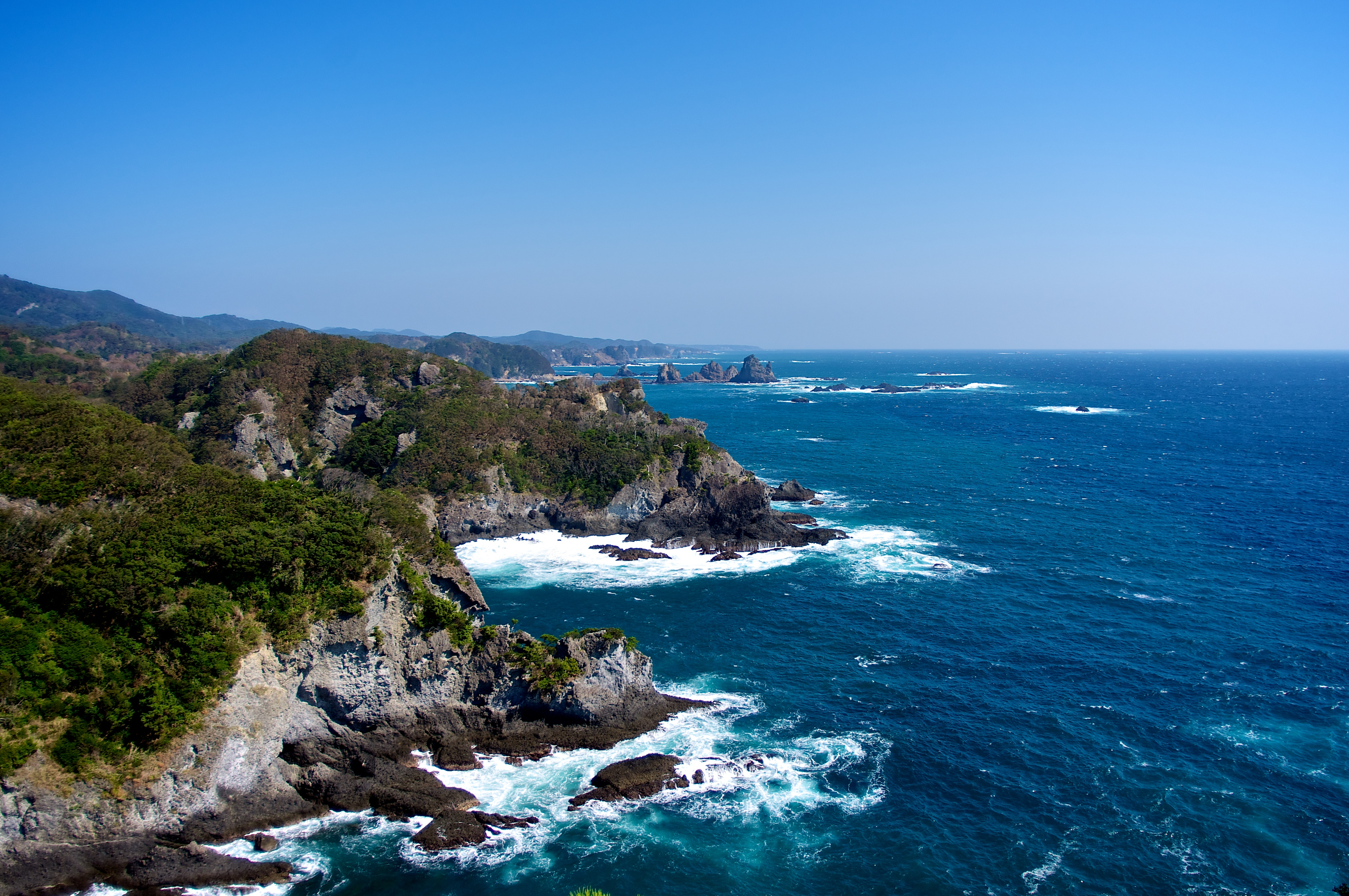
石廊埼
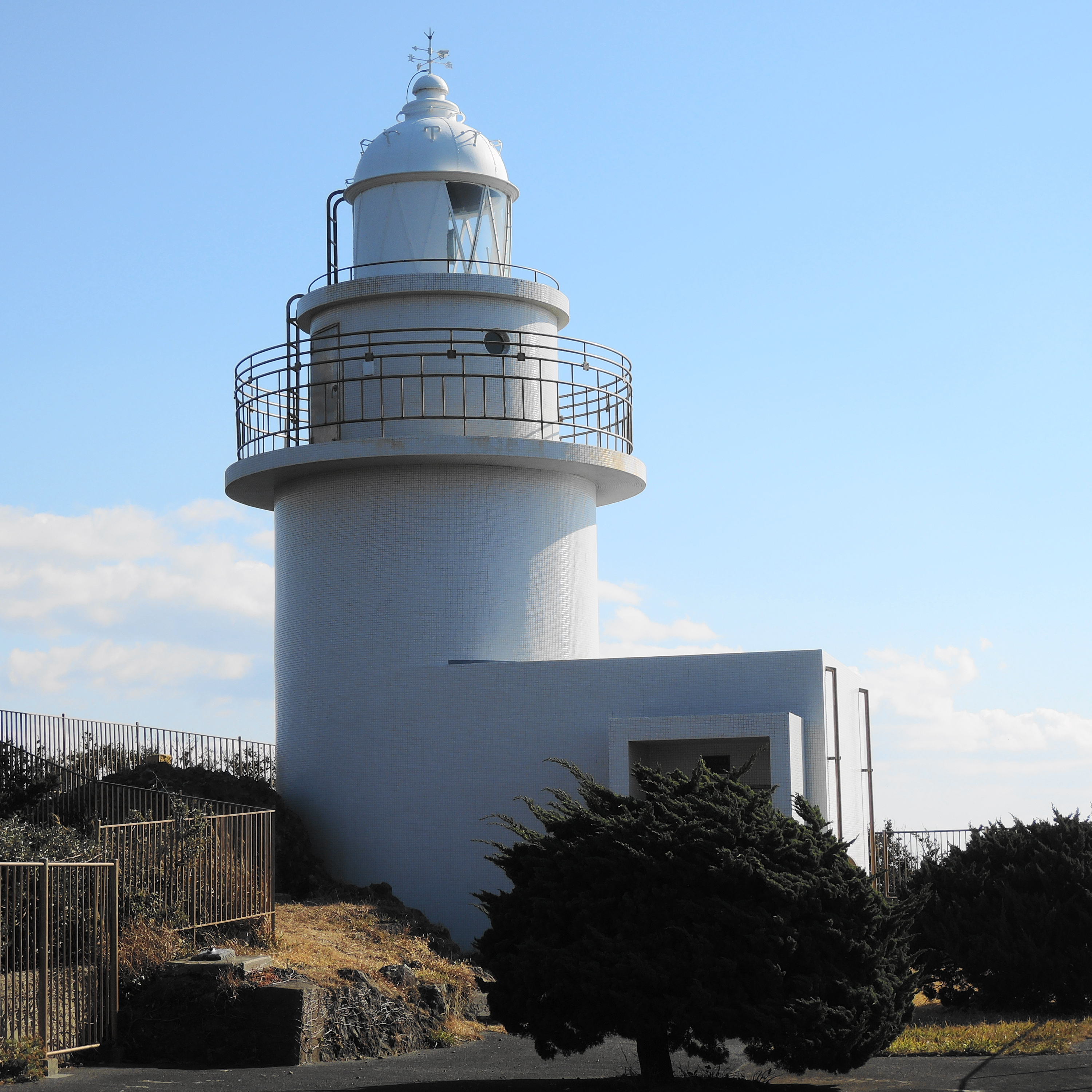
石廊埼燈塔
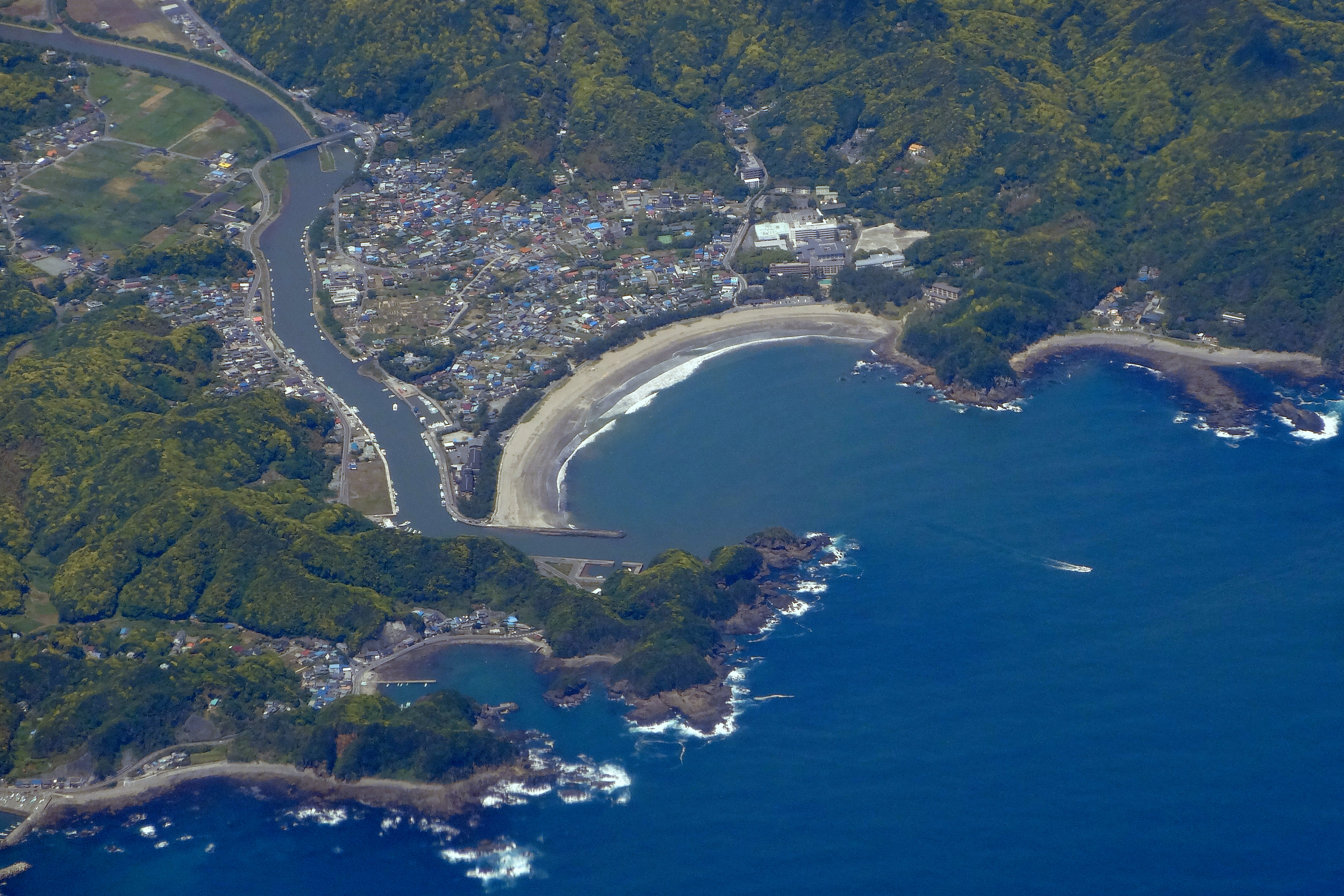
弓ヶ浜

## 外部連結
- 维基共享资源上的相關多媒體資源：南伊豆町
- OpenStreetMap上有關南伊豆町的地理
- 官方網站 （页面存档备份，存于） （日語）
- 南伊豆町觀光協會 （页面存档备份，存于） （日語）